# آیروکلند کلاس دفنس
آیروکلند کلاس دفنس (به انگلیسی: Defence-class ironclad) یک کلاس از کشتی است که طول آن ۳۰۲ فوت (۹۲٫۰ متر) می‌باشد.